# Штос (Швейцария)
Штос (нем. Stoos), также дер Штос (нем. der Stoos) — деревня в Швейцарии, входящая в состав коммуны Моршах округа Швиц, кантон Швиц. Населённый пункт известен как лыжный курорт Швейцарии. Расположен на высоте 1305 метров над уровнем моря. 

## Население
По данным переписи населения в 31 декабря 2007 года в деревне живут 106 человек.

## География
Деревня расположена в Альпийском хребте, на высоте 1305 метров от уровня моря у подножия горы Фрональпшток.

## Туризм
В Штосе есть два четырехместных кресельных подъемника построенных в 2000 году и канатная дорога доходящая до горы Фрональпсток. В 2007 году был построен шестиместный кресельный подъемник, проходящий до горы Клингеншток в высоту 1935 метр, он является самым длинным в регионе центральной Швейцарии. На горах присутствуют санные трассы, лыжные трассы и зимние пешеходные тропы.
Вскоре была построена трасса «Franz Heinzer Piste» которая была проверена и одобрена организацией FIS. Трасса была названа в честь лыжного гонщика Франца Хайнцера .
Летом в Штосе открывается высотный путь «Гратвег Штос» от Клингенштока до Фрональпстока. Несмотря на лето между Штосом и Клингенштоком, а также Штусом и Фрональпстоком так-же работают кресельные подъемники.

## Транспорт
Из-за высокого расположения в него можно пробраться лишь на фуникулере Штосбан (Швиц-Шлаттли) или из по канатной дороге Моршах-Штос, управляемая Stoosbahnen AG.
До 17 декабря 2017 года в город можно было забраться на старом фуникулере «Швиц-Штос» с пропускной способностью 1000 человек в час и имеющий длину в 1361 метр, построенным в 1933 году, но после был заменен Штосбаном с уклоном в 110 %.